# Neptis somaoides
Neptis somaoides är en fjärilsart som beskrevs av Kalis 1933. Neptis somaoides ingår i släktet Neptis och familjen praktfjärilar. Inga underarter finns listade i Catalogue of Life.